# Toshi Toda
Toshi Toda (jap. 戸田 年治, Toda Toshi; * in Tokio) ist ein japanisch-US-amerikanischer Theater- und Filmschauspieler sowie Synchronsprecher.

## Leben
Toda wurde in Tokio geboren, wo er auch aufwuchs. Er trat auf dem Broadway auf und war in Stücken wie Anything Goes zu sehen oder von 1981 bis 1982 im Stück Paper Angels. Weitere Tätigkeiten als Bühnendarsteller hatte er 2016 in Blood am The Complex in Hollywood oder auch 2020 in The Swords of Sorrow – Burai II am Edgemar Center For The Arts. Außerdem begleitete er die Theatergruppe Sly Fox auf einer ihrer Touren.
1980 debütierte er im Film It's My Turn – Ich nenn' es Liebe in einer Nebenrolle als Filmschauspieler. Ab den 1990er Jahren folgten regelmäßig Episodenrollen in verschiedenen US-amerikanischen Fernsehserien. Seine erste größere Nebenrolle hatte er 1998 in Godzilla, wo er während des Angriffs des gleichnamigen Monsters auf ein japanisches Schiff als dessen Kapitän im Mittelpunkt stand. Weitere größere Filmrollen hatte er 2001 in Pearl Harbor und 2002 in den Filmen Frank McKlusky – Mann für besondere Fälle und Mr. Deeds. In den nächsten Jahren verkörperte er verschiedene Charaktere in einzelnen Episoden von Fernsehserien.
Toda übernahm Sprechrollen in den Videospielen Medal of Honor: Pacific Assault (2004) und Age of Empires III (2005). 2006 hatte er Rollen in Klick, Crank und Letters from Iwo Jima. Ab 2009 wurde er häufiger für Kurzfilme besetzt. 2019 übernahm er die Rolle des Lieutenant Maxwell, eine der Hauptrollen im Monsterfilm Monster Island – Kampf der Giganten. Die The Asylum-Produktion erhielt überwiegend schlechte Bewertungen.

## Filmografie
- 1980: It's My Turn – Ich nenn' es Liebe (It's My Turn)
- 1992: Halt mich, küss mich, lieb mich (Hold Me Thrill Me Kiss Me)
- 1992: Verrückt nach dir (Mad About You) (Fernsehserie, Episode 1x07)
- 1992: Space Age (Fernsehserie, Episode 1x01)
- 1992: Das Geisterschiff (Ghost Ship)
- 1993: Mord ist ihr Hobby (Murder, She Wrote) (Fernsehserie, Episode 9x17)
- 1993: Menace II Society
- 1994: Long Shadows (Fernsehfilm)
- 1995: Hourglass
- 1995: Maybe This Time (Fernsehserie, Episode 1x07)
- 1995: Tödliches Spiel (Deadly Games) (Fernsehserie, Episode 1x08)
- 1996: Hip Hop Hood – Im Viertel ist die Hölle los (Don't Be a Menace to South Central While Drinking Your Juice in the Hood)
- 1996: Renegade – Gnadenlose Jagd (Renegade) (Fernsehserie, Episode 4x14)
- 1996: Dream On (Fernsehserie, Episode 6x24)
- 1996: Seinfeld (Fernsehserie, Episode 8x07)
- 1998: Godzilla
- 1998: Dharma & Greg (Fernsehserie, Episode 1x13)
- 1999: Ein Hauch von Himmel (Touched By An Angel) (Fernsehserie, Episode 5x21)
- 2000: Emergency Room – Die Notaufnahme (ER) (Fernsehserie, Episode 7x03)
- 2001: Pearl Harbor
- 2001: Eben ein Stevens (Even Stevens) (Fernsehserie, Episode 2x03)
- 2001: The Huntress (Fernsehserie, Episode 1x28)
- 2001: English for All (Fernsehserie)
- 2002: Bark!
- 2002: Dharma & Greg (Fernsehserie, Episode 5x15)
- 2002: Frank McKlusky – Mann für besondere Fälle (Frank McKlusky, C.I.)
- 2002: Ocha Cups for Christmas (Kurzfilm)
- 2002: Mr. Deeds
- 2002: Harvey Birdman, Attorney at Law (Fernsehserie, Episode 1x05)
- 2002: Without a Trace – Spurlos verschwunden (Without a Trace) (Fernsehserie, Episode 1x02)
- 2003: Voll verheiratet (Just Married)
- 2003: Polizeibericht Los Angeles (Dragnet) (Fernsehserie, Episode 1x01)
- 2003: 12
- 2003: Timecop 2 – Entscheidung in Berlin (Timecop: The Berlin Decision)
- 2003: Keine Gnade für Dad (Grounded for Life) (Fernsehserie, Episode 4x07)
- 2003: Windy City Heat (Fernsehfilm)
- 2004: Drake & Josh (Fernsehserie, 2 Episoden)
- 2004: Good Girls Don't... (Fernsehserie, Episode 1x05)
- 2004: Reno 911! (Fernsehserie, Episode 2x14)
- 2005: Alias – Die Agentin (Alias) (Fernsehserie, Episode 4x19)
- 2005: Lass es, Larry! (Curb Your Enthusiasm) (Fernsehserie, Episode 5x04)
- 2005: Arrested Development (Fernsehserie, Episode 3x05)
- 2006: Klick (Click)
- 2006: How to Go Out on a Date in Queens
- 2006: Crank
- 2006: Letters from Iwo Jima
- 2006: Entourage (Fernsehserie, Episode 3x04)
- 2007: The Unit – Eine Frage der Ehre (The Unit) (Fernsehserie, Episode 2x12)
- 2007: Scrubs – Die Anfänger (Scrubs) (Fernsehserie, Episode 6x15)
- 2008: Entourage (Fernsehserie, Episode 5x03)
- 2008: Worst Week (Fernsehserie, Episode 1x01)
- 2008: Little Britain in the USA (Fernsehserie, Episode 1x05)
- 2008: Ghost Whisperer – Stimmen aus dem Jenseits (Ghost Whisperer) (Fernsehserie, Episode 4x10)
- 2009: The 8th Samurai (Kurzfilm)
- 2009: Table for Three
- 2009: Hawthorne (Fernsehserie, Episode 1x05)
- 2009: The Art of War III: Die Vergeltung (The Art of War III: Retribution)
- 2009: FlashForward (Fernsehserie, Episode 1x09)
- 2010: Funny or Die Presents... (Fernsehserie, Episode 1x07)
- 2010: The Middle (Fernsehserie, Episode 2x05)
- 2010: Chuck (Fernsehserie, Episode 4x09)
- 2011: The Event (Fernsehserie, Episode 1x13)
- 2011: Delivered
- 2011: Floating Lanterns (Kurzfilm)
- 2011: All That Remains
- 2012: ICarly (Fernsehserie, Episode 5x10)
- 2013: Mojave '43 (Kurzfilm)
- 2013: Usagi-san (Kurzfilm)
- 2013: Touch (Fernsehserie, Episode 2x04)
- 2013: Memoirs (Kurzfilm)
- 2014: For the Emperor (Kurzfilm)
- 2015: Tadaima (Kurzfilm)
- 2015: Henry Danger (Fernsehserie, Episode 1x21)
- 2015: Masterless
- 2015: Orizuru 2015 (Kurzfilm)
- 2015: Family Business (Kurzfilm)
- 2016: Holdout (Kurzfilm)
- 2016: The Eric Andre Show (Fernsehserie, Episode 4x10)
- 2017: Someday, Somewhere (Kurzfilm)
- 2018: Black Lightning (Fernsehserie, Episode 2x05)
- 2018: The Great Buddha Arrival
- 2019: Monster Island – Kampf der Giganten (Monster Island)
- 2021: Masaru (Kurzfilm)
- 2024: Shōgun (Fernsehserie)

## Theater (Auswahl)
- 1981–1982: Paper Angels
- 2016: Blood (The Complex in Hollywood)
- 2020: The Swords of Sorrow – Burai II (Edgemar Center For The Arts)
- Anything Goes

## Synchronisation
- 2004: Medal of Honor: Pacific Assault (Videospiel)
- 2005: Age of Empires III (Videospiel)